# Timur Kuaszew
Timur Kuaszew (1988–2014) – był kabardo-bałkarskim działaczem na rzecz praw człowieka, powiązanym z moskiewską organizacją praw człowieka Memoriał i niezależnym dziennikarzem magazynu Dosz w Nalczyku w Republice Kabardo-Bałkarskiej na Kaukazie Północnym, w Rosji. Pisał artykuły m.in. o korupcji wśród władz lokalnych i federalnych oraz o nieprawidłowosciach związanych z działanimi organów ściagania podczacz procesów związanych z atakiem na siedzibę FSB w Nalczyku w 2005 r. W sierpniu 2014 r. znaleziono go martwego 15 kilometrów od jego domu. Jego śmierć została uznana za podejrzaną, ale oficjalne śledztwo nie zostało zamknięte. W 2021 r. dziennikarze bellingcat opuplikowali raport, z którego wynika, że Kuaszew mógł być ofiarą zamachu Federalnej Służby Bezpieczeństwa Federacji Rosyjskiej.